# خارق
الخارق أو الخوارق أو الظاهرة الخارقة أو الظواهر الخارقة أو الخارق للطبيعة هي ظواهر موصوفة في الثقافات العامة والفلكلور، وأيضًا مجالات من المعرفة غير العلمية، والتي وُصِف وجودها بأنه يتجاوز التجربة والتفسير العلمي.
تختلف الظواهر الخارقة عن المفاهيم الافتراضية مثل المادة المظلمة والطاقة المظلمة. وعلى عكس الظواهر الخارقة، تستند هذه المفاهيم الافتراضية على الملاحظات التجريبية والبيانات التجريبية المكتسبة من خلال المنهج العلمي.
تشمل المعتقدات الخارقة البارزة تلك التي تتعلق بالتخاطر والإدراك خارج الحواس، والعلوم الزائفة المتعلقة بصيد الأشباح واليوفولوجي وعلم دراسة الحيوانات الخفية.

## الإشتقاق
مصطلح «ظواهر خارقة» كان موجودا في اللغة الإنجليزية منذ عام 1920 على الأقل. كلمة تتكون من جزئين: فوق والحياة الطبيعية. في العديد من التعاريف، توصف ال«ظواهر الخارقة» كأي شيء خارج عن العادة أو عكس ما يعتبر ممكنا علميا. التعريف يعني أن التفسير العلمي للعالم من حولنا هو «طبيعية» وكل ما هو أعلاه، بعده، أو العكس لذلك هو 'فوق'.

## موضوعات الظواهر الخارقة
على تصنيف مواضيع الظواهر الخارقة، تيرينس هاينز في كتابه 'العلوم الزائفة والخوارق' (2003) كتب:
يمكن أن يكون أفضل من يعتقد بالخوارق أن تصنف كمجموعة فرعية من العلوم الزائفة. ما يحدد الخوارق بصرف النظر عن غيرها من العلوم الزائفة هو الاعتماد على تفسيرات لظواهر مزعومة التي هي أيضا خارج حدود العلم المقررة. وبالتالي، تشمل الظواهر الخارقة الإدراك خارج الحواس (ESP)، التحريك الذهني، والأشباح، الأرواح الشريرة، والحياة بعد الموت، والتناسخ، والإيمان بالشفاء، الهالات حول الإنسان، وهكذا دواليك. وقد صيغت التفسيرات لهذه الظواهر المتحالفة بعبارات غامضة، مثل «قوى نفسية»، و«حقول الطاقة البشرية»، وهلم جرا. هذا هو على النقيض من العديد من التفسيرات العلمية الزائفة لظواهر طبيعية أخرى، والتي، على الرغم من أن العلوم السيئة، لا تزال تصاغ في المصطلحات العلمية المقبولة.
وتشمل المعتقدات بالخوارق وأبرزها تلك التي تتعلق بالأشباح، والحياة خارج كوكب الأرض، والأجسام الطائرة مجهولة الهوية ومخلوقات خفية.
يمكن القول على الرغم من أن مواضيع مثل معادلة دريك، لا تعمل على أسس منطقية حين لا تزال تعد «ظواهر خارقة» في الطبيعة.

### الأشباح والكيانات الروحية الأخرى
في الاعتقاد التقليدي والقصص، أن الأشباح هي مظهر من مظاهر الروح أو الروح للشخص. نظريات بديلة تساعد على توسيع هذه الفكرة وتشمل الإيمان بأشباح الحيوانات الميتة. أحيانا يُسْتَخْدَم مصطلح الشبح بشكل مترادف مع أي روح أو شيطان، ولكن في الاستخدام الشعبي المصطلح يشير عادة إلى روح الشخص المتوفى الذي يسمى طيف.
الاعتقاد في الأشباح كنفوس ترتبط ارتباطا وثيقا بمفهوم إحيائية، وهو الاعتقاد القديم الذي يربط النفوس إلى كل شيء في الطبيعة. في القرن 19 جورج فريزر الانثروبولوجي أوضح في عمله الكلاسيكي، الغصن الذهبي، حيث تكون مشاهدة النفوس والمخلوقات ضمن الكيان الجسدى المادى. على الرغم من أن النفس البشرية أحيانا تعد شيئا رمزيا أو حرفيا يصور في الثقافات القديمة مثل طائر أو حيوان، واستقر الأمر على نطاق واسع ان الروح تمثل الاستنساخ الدقيق للجسم في كل صفة، بل وحتى الملابس التي يرتديها الشخص. ويصور هذا في الأعمال الفنية من مختلف الثقافات القديمة، بما في ذلك أعمال مثل كتاب الموتى المصري، مما يدل على أن شخص المتوفى في الحياة الآخرة يبدوا كثيرا كما كان يظهر قبل الموت، بما في ذلك النمط من اللباس.وهناك اعتقاد على نطاق واسع بشأن أشباح حيث أنها تتكون من كيان ضبابى، أو هوائى، أو مادة خفية.[بحاجة لمصدر] علماء الأنثروبولوجيا يتكهنون بأن هذا قد ينبع أيضا من المعتقدات المبكرة التي كانت تؤكد أن أشباح الشخص تظهر داخل الشخص، أكثر ما يلفت الانتباه في الثقافات القديمة هو تنفس الشخص الذي يطلق الزفير في المناخات الباردة حيث يظهر بوضوح باعتباره ضباب أبيض. هذا الاعتقاد قد عزز أيضا معنى مجازي حول 'التنفس' في بعض اللغات، مثل اللاتينية واليونانية الهواء؛ البخار، الذي أصبح قياسا إلى تمديد معنى الروح. في التوراة، وكما هو مبين خلق الله آدم بنفخه بالروح.
لقد تم اقتراح نظريات عديدة من قبل العلماء لتقديم تفسيرات طبيعية لمشاهد الأشباح. على الرغم من أن الأدلة على وجود الأشباح هو إلى حد كبير أقوال، وظل الاعتقاد في الأشباح عبر التاريخ واسعا ومتواصل.

### حياة خارج كوكب الأرض والأجسام الطائرة المجهولة
إمكانية الحياة خارج الأرض ليس، في حد ذاته، هو موضوع ظواهر خارقة. ويشارك العديد من العلماء بنشاط في البحث عن حياة كائنات وحيدة الخلية داخل النظام الشمسي، وإجراء دراسات على سطح المريخ ودراسة الشهب التي سقطت على الأرض. مشاريع مثل سيتي تشمل إجراء عمليات بحث فلكية لنشاط راديوى الذي من شأنه أن يظهر أدلة على حياة ذكية خارج النظام الشمسي. النظريات العلمية لكيفية نشأة الحياة على الأرض تسمح لاحتمال أن الحياة قد تطورت على غيرها من الكواكب أيضا. موضوع الظواهر الخارقة للحياة خارج كوكب الأرض تركز إلى حد كبير حول الاعتقاد في الأجسام الطائرة مجهولة الهوية حيث الظاهرة تركز حول الارتباط معهم.في تاريخ ثقافة الأجسام الطائرة مجهولة الهوية في وقت مبكر، فإن المؤيدون أنفسهم قد إنقسموا إلى معسكرين. وعقدت أول وجهة نظر للمحافظين بدلا من الظواهر، من ناحية تفسيرها للحوادث غير المبررة والتي تستحق دراسة جادة. بدأوا يطلقون على أنفسهم علماء يوفولوجي في 1950، ويرى أن التحليل المنطقي لتقارير مشاهدات تلك الأجسام تؤكد صحة مفهوم الزيارة من خارج الأرض.

### المخلوقات الخفية
المخلوقات الخفية هي الحيوانات التي لم يؤكدها العلم أو الدابة التي تعتبر منقرضة الوجود. ومن المعروف أن دراسة هذه المخلوقات تعرف علم دراسة الحيوانات الخفية.
وتسمى تلك الدراسة وجود مخلوقات خفية، وهؤلاء الذين يدرسون تلك الحيوانات يطلق عليهم دارسى علم دراسة الحيوانات الخفية. حدثت مطالبات حول مشاهدة مخلوقات خفية وتم توثيقها لعدة قرون، وهناك المئات من المخلوقات الخفية المتميزة يعتقد في وجودها اليوم. بعض تلك المخلوقات الخفية الأكثر شعبية تشمل بيغ فوت، ووحش لوخ نس، اليتي، الديناصورات الحالية، الرجل العثة، وشيطان جيرسي، التنين، يونيكورن والرجل الذئب.

## الروابط الخارجية
- خارق على مشروع الدليل المفتوح